# Kurt Schwitters
Kurt Schwitters, född 20 juni 1887 Hannover, död 18 januari 1948 i Kendal i Storbritannien, var en tysk konstnär, främst förknippad med dadaismen och känd för en kollageteknik som han själv kallade Merz. Han var verksam inom måleri, grafik, typografi, skulptur och det som senare skulle benämnas installationskonst. Han var även poet, ljudkonstnär och performancekonstnär. Han utgav också tidskriften Merz (1923–1932).

## Biografi
Kurt Schwitters studerade vid Dresdens konstakademi 1909–1914. 1915 gifte han sig med Helma Fischer i Hannover. I september året efter blev han far första gången, till sonen Gerd som avled bara dagar efter sin födelse. I mars 1917 inkallades Schwitters, men på grund av epilepsi entledigades han från militärtjänst i juni samma år. Fram till november 1918 var han dock skyldig att arbeta som teknisk ritare vid ett järnverk. Första världskriget påverkade hans konst så att den blev mörkare och mer expressionistisk. 
I juni 1918 hade han en första separatutställning på Herwarth Waldens galleri Der Sturm i Berlin med en blandning av kubistiska och expressionistiska verk. I november 1918 föddes hans andre son Ernst. Schwitters fortsatte att främst skapa verk i en expressionistisk stil fram till 1919. Det året medverkade han på en samlingsutställning på Sturm-galleriet tillsammans med bland andra Paul Klee och Johannes Molzahn, där han visade sin första "MERZ"-bild. Detta hans första abstrakta collage, främst influerat av Hans Arp, skapade han i slutet av 1918. Han döpte tekniken till Merz efter ett fragment från texten Commerz und Privatbank, vilket förekom i collaget. Hans stora genombrott ägde rum året efter, i samband med utgivningen av den dadaistiska kärleksdikten An Anna Blume.
Kurt Schwitters vidareutvecklade sin merzmetod inom flera olika områden, från bild och över skulptur till hela rumsinstallationer som han kallade Merzbaue. I samma anda skapade han dikter. Hans ljuddikt Ursonate (1922–1932), som enbart består av  fonem, är idag ett av hans mest välkända verk.
I januari 1937 gick Schwitters i landsflykt till Norge. Från sommaren innan fanns en bestående kontakt med den likaledes landsflyktige, tyske målaren och grafikern Rolf Nesch. Senare vid den tyska ockupationen 1940 fortsatte Schwitters vidare till Storbritannien. Han avled där 1948.
Schwitters är representerad vid bland annat Göteborgs konstmuseum.
Det som fanns av Schwitters på tyska museer, akvareller, grafiska blad och målningar, beslagtogs av propagandaministeriet i juli 1937 i samband med en aktion mot så kallad entartete Kunst. Två "akvarell-collage" fanns på det prestigeladdade Kronprinzenpalais i Berlin. De visades samma månad på Entartete "Kunst"-utställningen i München, sedan i Berlin året efter, innan båda blev zerstört [förstörda], enligt protokoll från den tiden. Två av hans assemblagemålningar, Merzbild L 3 (1919) och Ringbild (1920-21), hade visats redan hösten 1933 på den allra första nazistiskt arrangerade Entartete Kunst-utställningen i Neues Rathaus i Dresden. De fortsatte sedan att visas på liknande utställningar runt om i landet innan den mest kända i München 1937. Vad som hände med målningarna efter 1938 beskrivs som "okänt".

## Verk

### Galleri

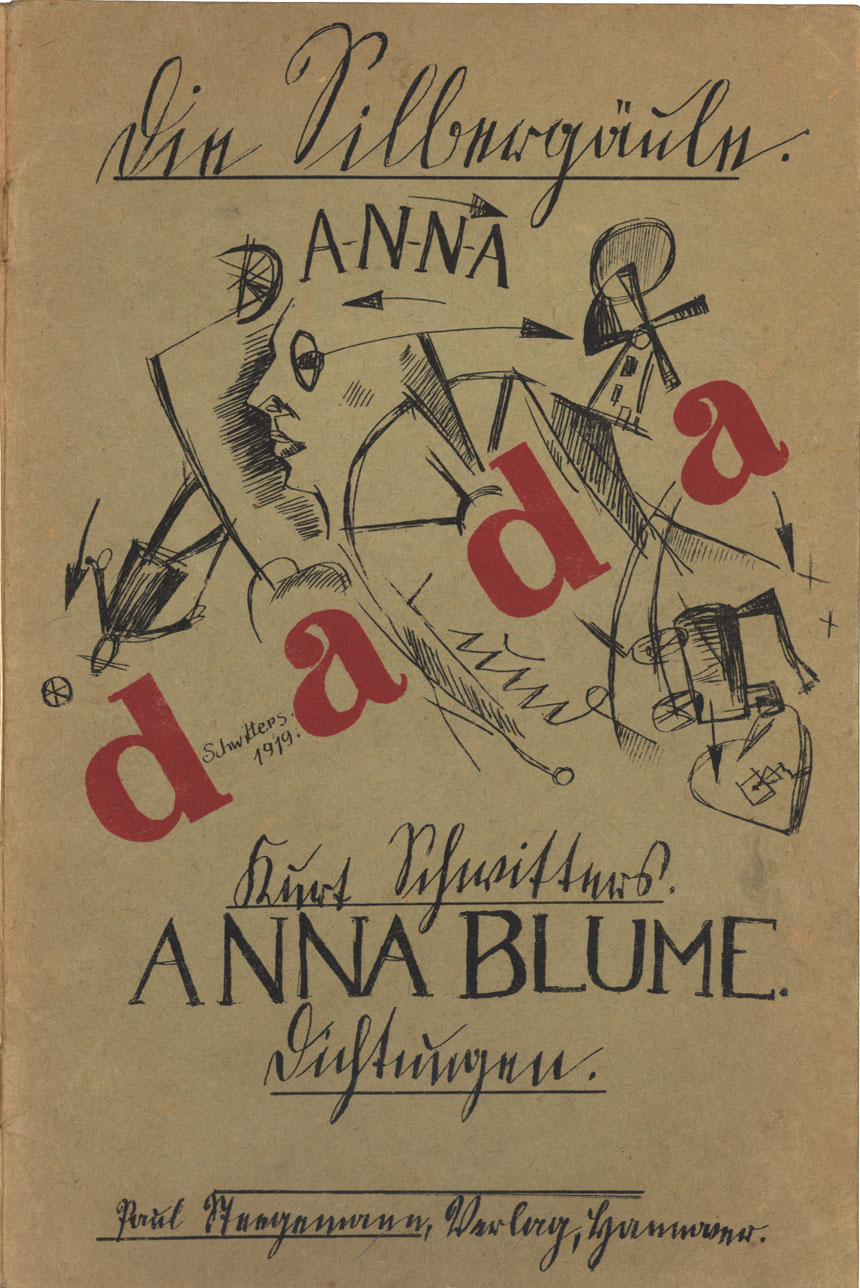
Omslaget till Schwitters debutdiktsamling Anna Blume: Dichtungen (1919) visades på Entartete Kunst-utställningar 1935.
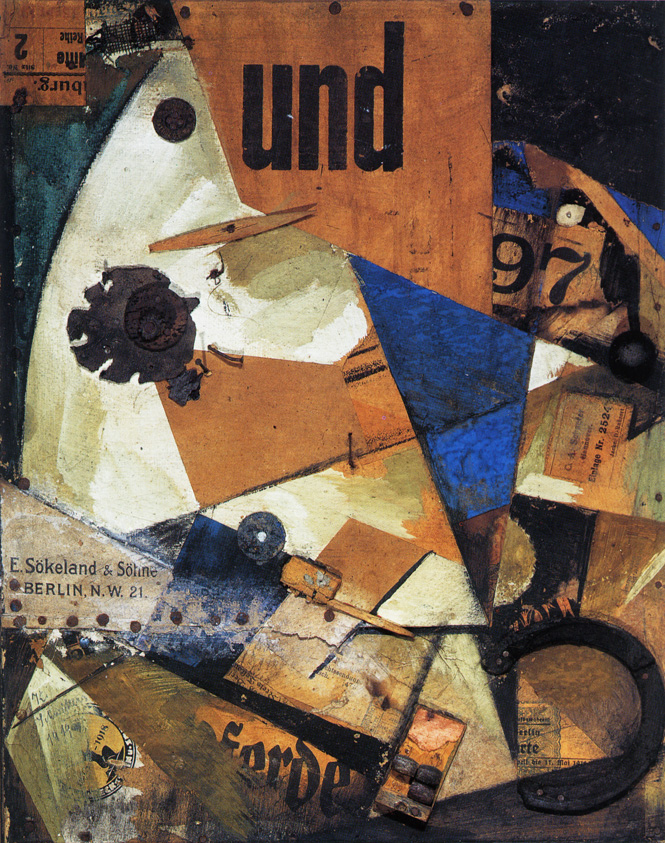
Das Undbild (1919), gouache och collage på pannå, 35.8 x 28 cm, Staatsgalerie Stuttgart.
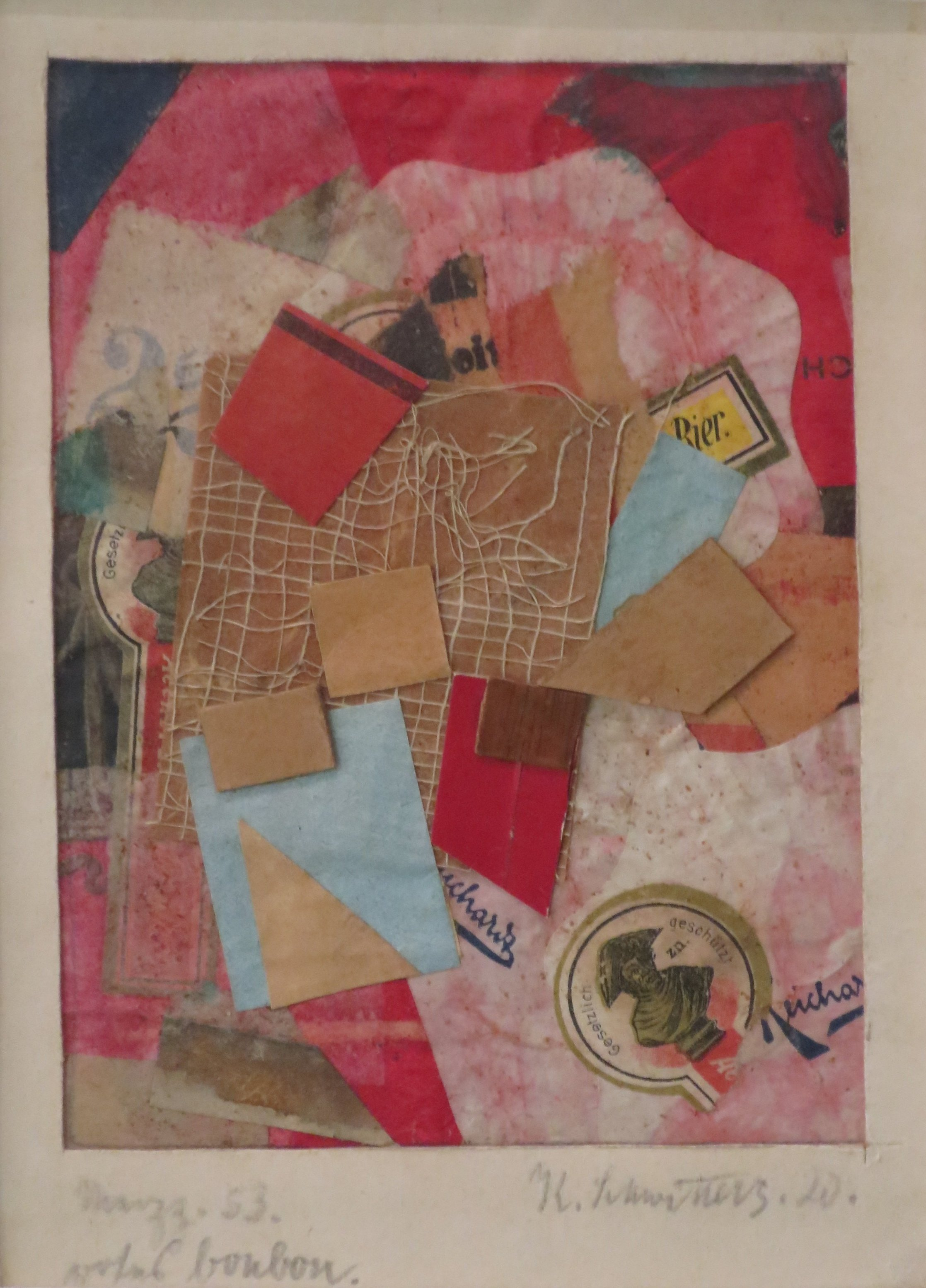
Merzz 53. Rotes Bonbon (1920), grafit, färgat och tryckt papper, kartong och trådcollage med kartongkant, 12.8 x 9.7 cm, Solomon R. Guggenheim Museum.
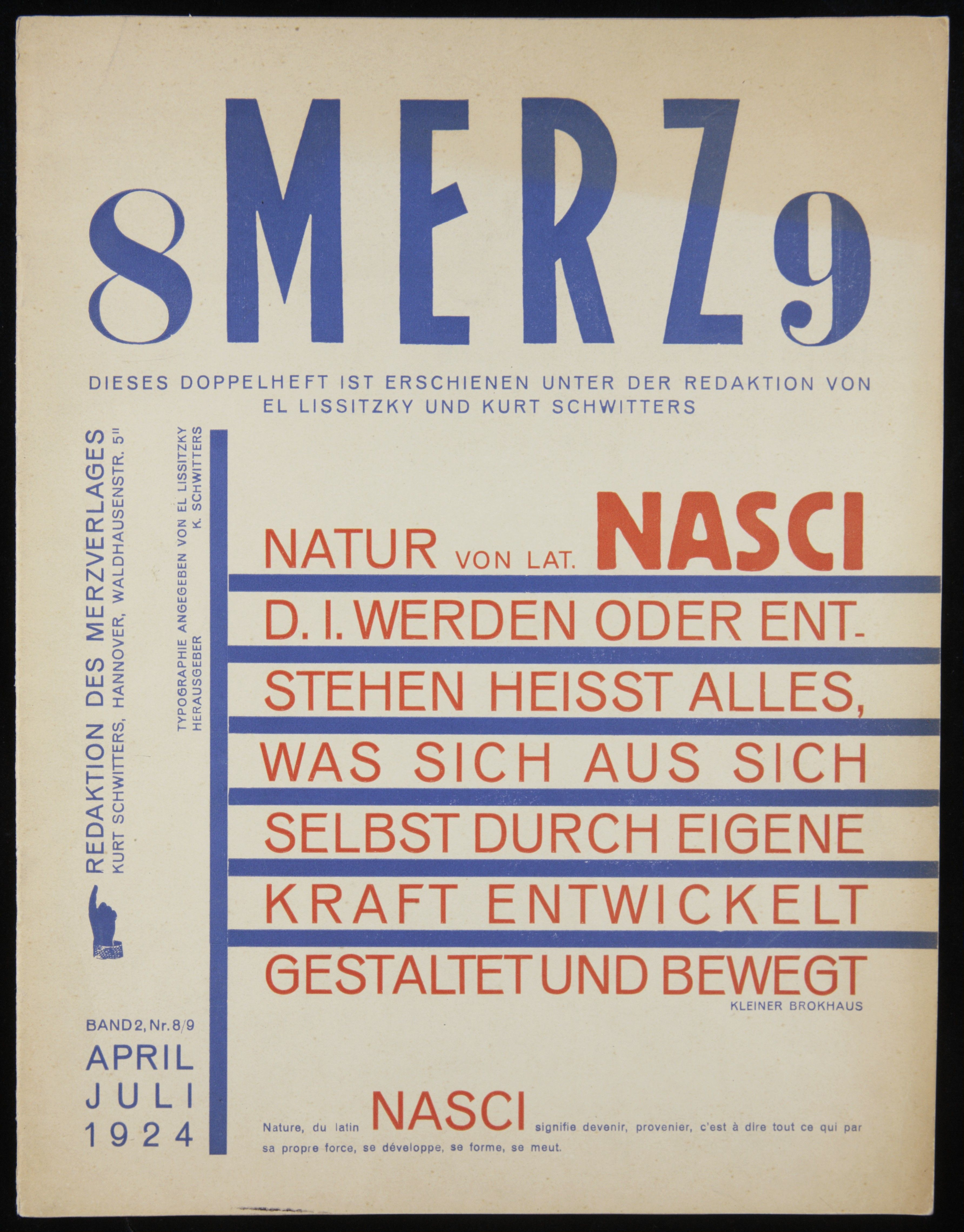
Omslag av El Lisitskij till ett nummer av Schwitters tidskrift Merz (1924).
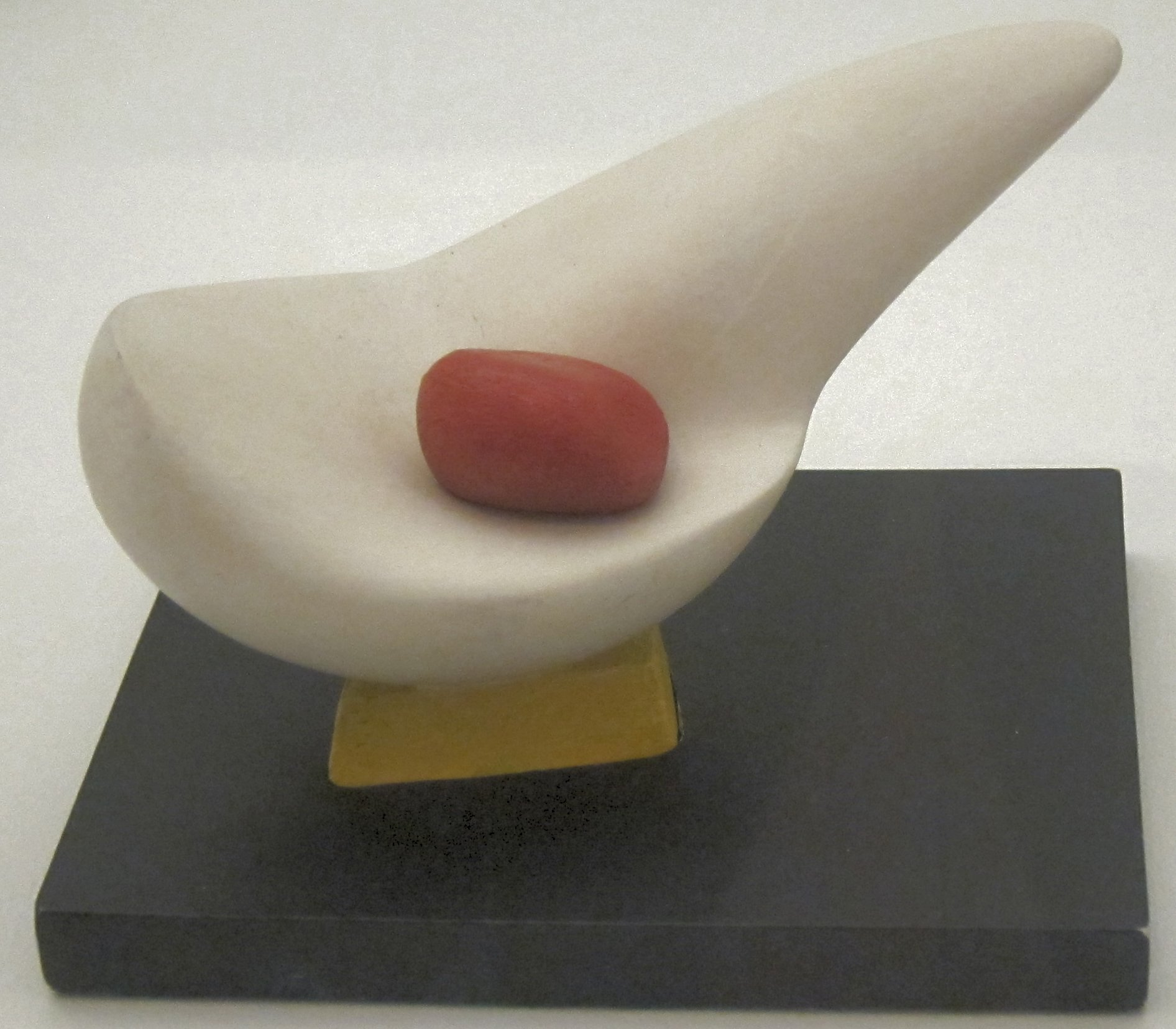
Moder och ägg, (1945–47), skulptur med olika material, Tate Modern.

### Litterära verk
- Anna Blume: Dichtungen (Hannover: Paul Steegemann, 1919) Online (International Dada Archive)
- Memoiren Anna Blumes in Bleie: Eine leichtfassliche Methode zur Erlernung des Wahnsinns für Jederman (Freiburg: Walter Heinrich, 1922) Online (I.D.A.)
- Text och ljud till Ursonate (ubu.com)
  - Ursonaten, utgiven av Maria Sundqvist, 13 opaginerade blad (Malmö musikteater, 1998)
- Dada Companion. (dada-companion.com)

### Tidskrift
- Merz. Kurt Schwitters (red.). Nr 1-24 (nr 10, 22-23 aldrig utgivna) (Hannover, 1923-1932) Online (I.D.A.)

### På svenska
- Evigheten varar längst, texter i urval, översättning & med efterskrift av Peter Handberg (AWE/Geber, 1991)

#### Spridda översättningar[3]
- "Höst" (översättning: Ingemar Gustafsson). I tidskriften Lundagård, 1952: nr 2, s. 30
- "Löken: Merzdikt 8" (översättning: Sven Alfons). I tidskriften Bonniers litterära magasin, 1962: nr 8, s. 618-621
- "Merz" (anonym översättning). I tidskriften Paletten, 1962: nr 4, s. [134-139]
- "Världen" (översättning: Sven Alfons). I dagstidningen Dagens nyheter, 30 sep 1962
- "[Dikter]" (översättning: Gunnar Harding, Claes Ejdemyr). I tidskriften Lyrikvännen, 1978: nr 1, s. 51-54
- "Dikter" (översättning: Ulf Peter Hallberg). I tidskriften Res publica, 1988: nr 10, s. 107-114
- "[Dikter]" (översättning: Ilmar Laaban). I Laaban, Ilmar: "Skrifter. 1, Poesi" (Kalejdoskop, 1988), s. 51, 63